# Brasseitte
Brasseitte is een plaats in het Franse departement Meuse in de gemeente Han-sur-Meuse.
Op 1 januari 1973 werd de gemeente opgeheven en werd Brasseitte opgenomen in de gemeente Han-sur-Meuse.
Ailly-sur-Meuse · Brasseitte · Han-sur-Meuse